# Hyperprosopon argenteum

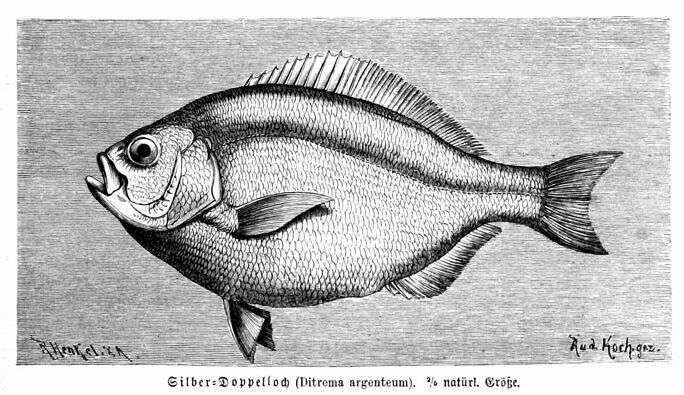
Hyperprosopon argenteum – aus Brehms Thierleben, 3. Aufl., Bd. 8, 1892

Hyperprosopon argenteum (englisch Walleye Surfperch) ist ein schwarmbildender Meeresfisch aus der Familie der Brandungsbarsche. Er lebt an der Pazifikküste Nordamerikas.

## Merkmale
Wie alle Brandungsbarsche ist Hyperprosopon argenteum oval scheibenförmig, also hochrückig und seitlich ziemlich abgeflacht. Er wird maximal 30 cm lang. Diese Gestalt ist charakteristisch für Fische, die in der Brandungszone leben, aber strömungsarme Orte zum Nahrungserwerb aufsuchen. Die Wirbelsäule (33–37 Wirbel) verläuft ganz gerade durch den Körper.
Die Färbung ist (bläulich-)silbrig mit etwas dunklerem Kopf und Rücken. Oft zeigen die Fische bis zu zwölf dunkle Bänder über die Seiten, die oberhalb und unterhalb der bogigen Seitenlinie gegeneinander etwas versetzt erscheinen. Manchmal sieht man auch ca. 20 horizontale, schimmernde Streifen über die Rumpfseiten.
Die Schuppen sind sehr klein (ca. 80 entlang der Seitenlinie) und glattrandig (cycloid).

### Flossen
Flossenformel: D VIII–X/25–28, A III/33–35, P 25–28, V I/5, C 21.
Die Brustflosse ist auffallend strahlenreich. Die mittleren Dorsalis-Hartstrahlen sind die längsten. Die Rückenflosse wird, wie bei allen Brandungsbarschen, in eine breite Furche niedergelegt (daher lautete eine frühere Bezeichnung für die Familie „Holconoti“, „Furchenrücken“).
Die Bauchflossen sind fast bauchständig und gegen den äußeren Rand hin schwarz gesäumt. Durch dieses Merkmal ist Hyperprosopon argenteum von ähnlichen Arten wie Hyperprosopon ellipticum leicht zu unterscheiden.
Die Schwimmweise von Hyperprosopon argenteum ist – ebenfalls familiencharakteristisch – labriform. Dabei hält der Fisch Rumpf und Schwanz ruhig und rudert mit den großen dreieckigen Brustflossen. Auf Abbildungen sind diese oft stark zusammengefaltet dargestellt. Wenn sie aber dem Rumpf ausgebreitet anliegen, ist ihre Hinterkante halb so hoch wie dieser. Nur im Notfall, etwa zur Flucht oder in starker Strömung, wird die Schwanzflosse zur Beschleunigung eingesetzt – sonst nur als Steuer.

### Schädel
Der Kopf ist zur Gänze beschuppt. Das Maul ist fein bezahnt, hinter der vorderen Zahnreihe stehen oft schon Ersatzzähne. Das Pflugscharbein (Vomer) und die daran anschließenden Gaumenbeine (Palatina) sind, wie bei der Unterordnung der Lippfischartigen allgemein, zahnlos. Der Oberkiefer kann kaum vorgeschoben werden.
Sehr auffallend ist die Größe der Augen (3/8 bis 1/3 der Kopflänge). Alle Brandungsbarsche sind großäugig, aber für Hyperprosopon gilt das in besonderem Maße, obwohl die Brandungsbarsche meist tagaktiv sind. Allerdings scheinen die Jungfische (0+) auch nachts Plankton zu fressen. Die größeren Fische übernachten im Tangwald vor der Küste. Grund für den englischen Trivialnamen Walleye Surfperch ist eine Lichtreflexion an einem Netzhaut-Tapetum, welches das Dämmerungssehen verbessert, ähnlich wie bei der Katze. Das Absorptionsmaximum der Sehpigmente ist, wie bei anderen Fischen dieser kaum je ganz klaren Meereszone, nach Gelb verschoben.
Das Praefrontale ist in der Mitte verbreitert und stützt den Augapfel vorne. Die Brandungsbarsche haben fünf oder sechs Branchiostegalstrahlen und keine Pylorusschläuche.

## Vorkommen und Ökologie
Hyperprosopon argenteum kommt zwischen der Südküste von Vancouver Island in British Columbia (Kanada) und Punta Rosarito an der Küste des Bundesstaates Baja California (Mexiko) sowie auch um die Isla Guadalupe vor. Er ist in Küstennähe überall dort häufig, wo Sandgrund zwischen Felsen mit Algenbewuchs (z. B. Seetang) vorherrscht, auch an Hafenmolen und Bootsstegen.
Der Temperatur-Bereich dieser von subtropischen bis temperaten Breiten vorkommenden Art liegt zwischen 7 und 21 °C. Es gibt entsprechende saisonale Wanderungen in tieferes (bis in etwa 30 m) oder seichteres Wasser. Ein Teil der Fische zieht im Sommer zum Laichen in flachere Buchten wie die kalifornische Humboldt Bay. Gelegentlich dringen einzelne Schulen bis in Flussmündungen vor, das Brackwasser stört sie dabei nicht. Ihre Nahrung besteht aus kleineren epibenthischen Krebsen (Flohkrebse, Meerasseln, kleine Zehnfußkrebse, Schwebegarnelen, Muschelschaler), daneben auch etwa Borstenwürmer, Fischeier und -larven. Entsprechend ist die Kiemenreuse gut entwickelt (mit ca. 32 Spinen am ersten Kiemenbogen). Im Gegensatz zu denen etlicher anderen Gebärfisch-Arten sind ihre Pharyngealia (die ventralen sind verwachsen) zu schwach, um auch Schnecken oder Muscheln in nennenswerten Mengen zerquetschen zu können. Die Fische verfügen über Nasen mit je zwei Öffnungen, vier ganze Kiemen und freie Pseudobranchien.

## Fortpflanzung
Gegen den Herbst zu lösen sich die Schwärme (vorher oft hunderte Tiere) allmählich auf. Nach einem Werbe-Ritual der Männchen trifft jedes Weibchen für sich eine Wahl und es kommt zur Pärchen-Bildung. Die Männchen werden danach gegen etwaige Konkurrenten aggressiv und vertreiben sie. Meist von Oktober bis Dezember erfolgt die Begattung (auch mehrmals) durch sekundenlanges Aufeinanderpressen der etwas vortretenden Geschlechtsöffnungen, wobei die verdickten Hartstrahlen der Afterflosse des Männchens die Haftung verbessern. Die Jungen kommen nach etwa fünf bis sechs Monaten im nächsten Frühjahr (Februar, März im Süden, Mai bis Juli im Norden) frei. Sie sind dann schon ca. 38 mm lang und weitgehend ihren Eltern gleich. Sie wurden über das Gefäßsystem der Mutter (Pseudoplazenta im Ovar) ernährt. Die Eier selbst sind sehr klein und dotterarm.
Die Geschlechtsreife tritt bei fast allen Männchen und bei 60 % der Weibchen innerhalb eines Jahres ein. Man kennt Fälle von bereits geschlechtsreifen neugeborenen Männchen. Im ersten Lebensjahr sind die Muttertiere selbst noch klein (etwa 10–12 cm) und haben nur drei bis fünf Junge. Später nimmt diese Zahl auf durchschnittlich 10–12 Junge zu. Die größten Weibchen, bis zu 30 cm lang und ca. 1 kg schwer, aber sehr selten, können bis zu 24 Embryonen austragen. Diese sind dann im Körper des Muttertieres eng geschlichtet. Die Leibeshöhle ist dann beiderseits der Hämaldornen der Schwanzwirbel noch ausgedehnt. Solche Weibchen sind dann sieben oder acht Jahre alt, das ist die maximale Lebensspanne, die Hyperprosopon argenteum erreichen kann. Junge Weibchen sind anfangs nur unwesentlich größer als gleichaltrige Männchen, ab dem dritten Lebensjahr kann man jedoch deutlichere Größenunterschiede feststellen.

## Gefährdung
Dank vergleichsweise geringer Sterblichkeit bei den Jungfischen sind die ein bis drei Jahre alten Jungtiere die häufigsten und haben die meisten Nachkommen, obwohl sie individuell weniger Jungfische austragen können als ältere, größere Weibchen. Die älteren Fische fallen vermehrt Räubern zum Opfer (Seelöwen, Ottern, Vögeln wie dem Kormoran sowie Raubfischen wie Thunfischen und Barschen). Ab Mitte des 20. Jahrhunderts wurde eine merkliche Abnahme der Bestände beobachtet. Neben der Sportfischerei, die in Kalifornien eine große Bedeutung hat und von Bootsstegen und Hafenmolen aus erfolgreich betrieben werden kann, wurde auch der kommerzielle Fang durch Chinesen in Kalifornien begonnen. Nunmehr ist der Fang teilweise zeitlich, mengen- und größenmäßig reglementiert worden, es gehen aber als Beifänge und durch Wilderei noch viele Exemplare dieser Art verloren. Dennoch konnte durch diese Schutzmaßnahmen in den Jahren 2007 bis 2009 eine Erholung der Bestände der Art Hyperprosopon argenteum gegenüber den 90er Jahren festgestellt werden. Als Küstenfische, die bis in die Ästuare vordringen, sind die Populationen zumindest in Teilen des Verbreitungsgebietes durch die Entwicklung von Industrie und Besiedlung und das damit verbundene Abwasseraufkommen beeinflusst.

## Geschichtliches zur Taxonomie
William P. Gibbons beschrieb Hyperprosopon argenteum im Mai 1854 in einem Vortrag vor der California Academy of Natural Sciences. Er stellte damit für diese Art auch die neue Gattung Hyperprosopon auf. In diesem Vortrag beschrieb er auch Hyperprosopon ellipticus, den er damals allerdings in die Gattung Cymatogaster stellte. Im selben Jahr wurden die Beschreibungen auch in den Proceedings of the Academy of Natural Sciences of Philadelphia veröffentlicht. Hyperprosopon bedeutet wörtlich „Übergesicht“, und da ,Gesicht’ im Griechischen wie im Deutschen auch speziell den Sehsinn meinen kann, kann der Bezug zu den „übergroßen Augen“ leicht hergestellt werden. Tarp gibt eine einfachere Erklärung an: das Gesicht sei ‚aufwärts’ gerichtet. Das Artepithet argenteum bedeutet silbern. Der englische Trivialname Silver Surfperch bezieht sich aber nicht auf diese Art, sondern auf den verwandten Hyperprosopon ellipticus. Hyperprosopon argenteum wird hingegen im Englischen als Walleye Surfperch bezeichnet. Alfred Brehm nannte den Fisch Silber-Doppelloch. Die Bezeichnung Doppelloch ist eine Übersetzung des Gattungsnamens Ditrema, der 1862 von A. Günther für Hyperprosopon argenteum und einige Verwandte eingeführt worden war. Brehm übernahm viele wissenschaftliche Namen und Beschreibungen der Fische von Günther. Heute ist dieser deutschsprachige Name für Hyperprosopon argenteum nicht mehr in Gebrauch.